# 綠灰蝶
綠灰蝶（學名：Artipe eryx），又名綠底小灰蝶、槴子灰蝶，是灰蝶科的一種蝴蝶。

## 描述
成蝶展翅約34–41毫米，後翅具尾突，雌蝶尾突較長。雄蝶翅背黑褐色，基部帶紫藍光澤鱗粉；雌蝶翅背為褐色，後翅後緣有白斑。兩性翅腹面皆為翠綠色。
卵呈包子狀，灰白色。幼蟲共四齡，蛆狀，體色橙褐相間，有黃白色斑，取食茜草科植物梔子的果實或花苞內層。蛹為懸蛹型。

## 分佈
分布於臺灣全島平地至1000公尺山區，除寒冷冬季外，幾乎全年可見此種灰蝶。